# Paschtunische Schrift

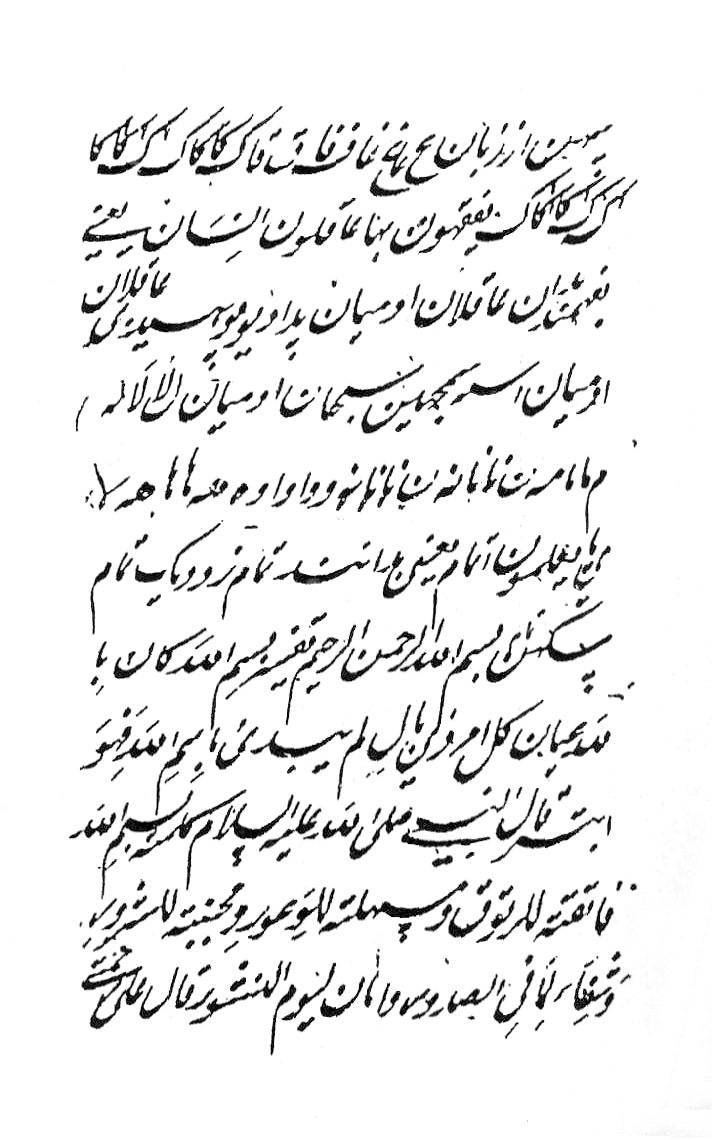
Auszug aus einer 1651 im Nastaliq-Stil verfassten Kopie des Chair al-Bayān, des ältesten bekannten Dokumentes in paschtunischer Schrift

Die paschtunische Schrift ist eine Buchstabenschrift zum Schreiben des Paschtus, einer zum ostiranischen Zweig der indoeuropäischen Sprachfamilie gehörenden, hauptsächlich in Afghanistan und Pakistan gesprochenen Sprache. Sie umfasst je nach Zählweise 40 bis 44 Buchstaben und basiert auf dem persischen Alphabet, welches wiederum eine modifizierte Form des arabischen Alphabets darstellt. Wie Arabisch ist Paschtunisch eine reine Kursivschrift und wird von rechts nach links geschrieben. Obwohl die paschtunische Sprache keine Standardvarietät besitzt, hat sich im Schriftgebrauch eine im gesamten Sprachraum weitgehend einheitliche Orthographie herausgebildet. Die Entstehung der Schrift fällt vermutlich mit den Anfängen der paschtunischen Literatur im 16. Jahrhundert zusammen, ihre genauen Ursprünge sind jedoch ungeklärt.

## Die Entwicklung der Schrift
Paschtu besitzt eine im Vergleich zu anderen kleineren südasiatischen Sprachen lange literarische Tradition. Das älteste bekannte Dokument in paschtunischer Sprache ist eine auf den 6. September 1651 datierte Kopie eines Werkes des islamischen Mystikers Bāyazid Ansāri. Die Chair al-Bayān (خیرالبیان – „Die beste Offenbarung“) betitelte Sammlung religiöser Verse ist in vier Sprachen geschrieben – neben Paschtu auch in Arabisch, Persisch und Pandschabi. Bāyazid verfasste das Chair al-Bayān etwa ein Jahrhundert zuvor und verwendete für die paschtunischen Abschnitte eine modifizierte arabische Schrift, die sich aber noch von der heutigen paschtunischen Schreibung unterschied.
Ob sich Bāyazid beim Verfassen des Chair al-Bayān an bisher unentdeckten älteren Schriften orientierte oder ob er tatsächlich als erster die paschtunische Sprache verschriftlichte, ist nicht bekannt. Auf das vierzehnte Jahrhundert datierte Manuskripte in choresmischer Sprache weisen verwandte Schreibungen einiger ostiranischer Phoneme auf, was auf eine gemeinsame ältere Tradition beider Schriften hindeutet. Diese Hinweise konnten anhand der bekannten Manuskripte in paschtunischer Sprache jedoch nicht eindeutig bestätigt werden.
Dokumente, die in der Literatur bis zur Mitte des 20. Jahrhunderts gelegentlich als frühere Schriften genannt wurden und damit eine ältere Schrifttradition hätten belegen können, wurden nachträglich als Fälschungen oder Fehldatierungen eingestuft. Besondere negative Berühmtheit erlangte das Pata Chazāna (پټه خزانه – „Der versteckte Schatz“), das der afghanische Literaturwissenschaftler Abdul Hay Habibi 1944 in Kandahar behauptete entdeckt zu haben. Die Schrift enthält eine angeblich im Jahr 1729 verfasste Anthologie der paschtunischen Dichtung, in der Werke bisher unbekannter Dichter zusammengestellt sind, die bis in das achte Jahrhundert zurückgehen. Das gesamte Manuskript sowie die darin kolportierten älteren Schriften werden in der Iranistik meist als Fälschung klassifiziert.
Die nicht in erster Linie religiöse paschtunische Literatur reicht zurück bis zum Anfang des 17. Jahrhunderts und wurde vom Clan der Chattaks begründet, dessen bedeutendster Vertreter der Dichter Chuschhāl Chān Chattak war. Obwohl den Chattaks Bāyazids ältere Schriften vermutlich bekannt waren, adaptierten sie unabhängig von ihm das persische Alphabet und passten es an das paschtunische Phonemsystem an. Die Chattaks werden häufig als Begründer der modernen paschtunischen Schrift genannt, das von ihnen geschaffene Schreibsystem stand wie Bāyazids Alphabet aber nicht in Übereinstimmung mit der heute verwendeten Orthographie. Ihr Clan war im Nordosten des paschtunischen Sprachgebietes beheimatet, sie sprachen jedoch vermutlich eine dem heutigen südwestlichen Dialekt von Kandahar ähnliche eigene Färbung und bauten darauf ihr Schriftsystem auf. Dies wird als mögliche Erklärung dafür angeführt, dass die paschtunische Schrift bis heute besser an die südwestlichen Dialekte als an die nördlichen und östlichen Varietäten angepasst ist.

Der Beginn des Gedichtes Ka za na wāy von Chuschhāl Chān Chattak in moderner Nasch-Schrift

Die weitgehend einheitliche moderne Orthographie lässt sich bis ins 18. Jahrhundert zurückverfolgen. Das früheste bekannte Dokument, das in dieser Orthographie verfasst wurde, ist eine aus Peschawar stammende Kopie eines Dīwān von Ahmad Schāh Abdāli aus dem Jahr 1750. Zu welcher Zeit und unter welchen Umständen sich dieses heute oft als Standardorthographie bezeichnete Schreibsystem herausgebildet hat, wird immer noch kontrovers diskutiert.
Zu weiteren Modifikationen, die die Konsistenz der Schreibungen erhöhen sollten, kam es im Jahr 1936, als Paschtu den Status einer Amtssprache Afghanistans erlangte. Zu den wichtigsten Änderungen gehörte dabei die Einführung von zwei neuen Buchstaben, die sich in der Folge nicht nur in Afghanistan, sondern auch in Pakistan weitgehend durchsetzten. Als Schreibstil hat sich seit dem Ende des 19. Jahrhunderts nicht nur im Druck, sondern auch in Handschriften die arabische Nasch-Schrift durchgesetzt, obgleich in den Anfängen der paschtunischen Schrift einige Autoren wie Bayāzid mit dem persischen Alphabet auch den persischen Nastaliq-Schreibstil übernahmen.

## Die Buchstaben des Alphabets
Das paschtunische Alphabet baut auf dem persisch-arabischen Alphabet auf, das im paschtunischen Sprachgebiet durch die Stellung des Persischen als Verkehrssprache und vorherrschende Schriftsprache weit verbreitet war. Wie in vielen Schriftsystemen, die auf dem arabischen Alphabet basieren, wurden ausschließlich arabische Laute repräsentierende Buchstaben aus Respekt vor der heiligen Schrift des Korans nicht umgewidmet. Stattdessen wurde das persisch-arabische Alphabet weitgehend unverändert übernommen und zur Schreibung von spezifisch paschtunischen Phonemen wurden neue modifizierte Buchstaben der Schrift hinzugefügt.

Die vier retroflexen Konsonanten

Insgesamt wurde das Alphabet gegenüber dem arabischen Grundalphabet um 16 Buchstaben erweitert, wovon vier bereits in der persischen Schrift enthalten sind. Acht der zusätzlichen Buchstaben werden ausschließlich in der paschtunischen Schrift verwendet, um die weder im Arabischen noch im Persischen existierenden Phoneme darzustellen. Vier der neu geschaffenen Buchstaben repräsentieren die für das Paschtunische typischen retroflexen Laute und wurden durch die Hinzufügung eines kleinen Kreises, des sogenannten Pandak, von bereits existierenden Buchstaben abgeleitet. Dem retroflexen Nasal wurde erst 1936 mit der afghanischen Schriftreform ein eigener Buchstabe zugeordnet. Zuvor wurde der Laut durch den Digraphen نړ repräsentiert, der sich aus den Buchstaben Nun und Rre zusammensetzte. Die übrigen retroflexen Buchstaben werden hingegen bereits seit der Vereinheitlichung der Schrift im 18. Jahrhundert verwendet.

Die Buchstaben Dze und Tse zur Schreibung der alveolaren Affrikaten

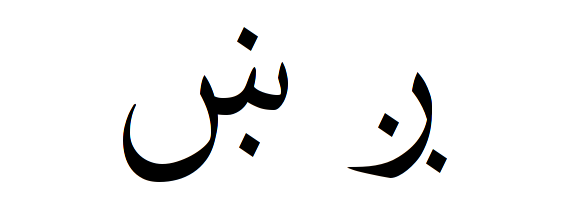
Zwei Buchstaben repräsentieren dialektabhängig unterschiedliche Konsonanten

Die Buchstaben Dze und Tse wurden zur Schreibung der beiden alveolaren Affrikaten eingeführt. Ursprünglich wurden sowohl die stimmhafte als auch die stimmlose Affrikate durch das gleiche Schriftzeichen repräsentiert, das vom arabischen Dschim durch die Hinzufügung von drei Punkten abgeleitet wurde. Eine schriftliche Differenzierung der beiden Laute erfolgte erst mit der Reform 1936. Dabei wurden zur Darstellung der stimmhaften Affrikate die drei Punkte durch ein Hamza-Zeichen ersetzt. Die beiden übrigen neu geschaffenen paschtunischen Buchstaben Ssin und Zze werden durch jeweils einen Punkt oberhalb und unterhalb der arabischen Grundform geschrieben. Sie sind durch eine extrem dialektabhängige Aussprache gekennzeichnet und werden daher in einigen Regionen Xin und Ge genannt. Diese Dialektabhängigkeit betrifft in geringerem Maße auch die Aussprache der Buchstaben Dze und Tse.
Außerdem gibt es zusätzliche modifizierte Formen des arabischen Je (ي), um die für die paschtunische Grammatik wichtigen Vokalauslaute zu differenzieren. Darüber hinaus wurde die Schreibweise einiger Buchstaben im Vergleich zum Arabischen leicht modifiziert. Es gibt keinen Konsens in der Literatur, inwieweit die insgesamt fünf Varianten des Je eigenständige Buchstaben darstellen, so dass die Anzahl der Buchstaben des paschtunischen Alphabets je nach Sichtweise mit 40 bis 44 angegeben wird.
Wie alle arabisch-basierten Schriften ist Paschtunisch eine Kursivschrift, die Buchstaben werden sowohl im Druck als auch in der Handschrift mit dem nachfolgenden Zeichen verbunden. Die Buchstaben treten daher in vier Formen – Initial-, Medial-, Final- und isolierter Form – auf, abhängig davon, ob sie am Anfang, in der Mitte oder am Ende eines Wortes beziehungsweise einzeln stehen. Zehn Buchstaben können nicht nach links verbunden werden und besitzen deshalb keine Initial- und Medialform.

### Das Alphabet
Die Einordnung der zusätzlichen Buchstaben in das persisch-arabische Alphabet ist in der Literatur weitgehend einheitlich, lediglich bei der Reihenfolge innerhalb der auf die Grundform des Dschim (ج) aufbauenden Gruppe gibt es leichte Abweichungen. Die Reihenfolge des hier tabellarisch dargestellten Alphabets folgt dem Pashto to Pashto Descriptive Dictionary der Abteilung für Linguistik der Afghanischen Akademie der Wissenschaften, dem maßgeblichen Standardnachschlagewerk der paschtunischen Sprache. Die in der Tabelle angegebene Aussprache orientiert sich am südwestlichen Dialekt des Paschtunischen, des sogenannten Kandahari, das meist als der geschriebene Standardsprache zu Grunde liegend angenommen wird.
| Name         | Aussprache                                                  | Transliteration nach RAK | Lautschrift | Isoliert | Final | Medial | Initial | Anmerkungen              |
| ------------ | ----------------------------------------------------------- | ------------------------ | ----------- | -------- | ----- | ------ | ------- | ------------------------ |
| Alif         | langes offenes a                                            | ā                        | [⁠ɒ⁠]         | ا/آ (a)  | ـا    | -      | -       |                          |
| Be           | b                                                           | b                        | [⁠b⁠]         | ب        | ـب    | ـبـ    | بـ      |                          |
| Pe           | p                                                           | p                        | [⁠p⁠]         | پ        | ـپ    | ـپـ    | پـ      | persischer Buchstabe     |
| Te           | t                                                           | t                        | [⁠t⁠]         | ت        | ـت    | ـتـ    | تـ      |                          |
| Tte          | retroflexes t                                               | t́                        | [⁠ʈ⁠]         | ټ        | ـټ    | ـټـ    | ټـ      | paschtunischer Buchstabe |
| Se           | stimmloses s                                                | ṯ                        | [⁠s⁠]         | ث        | ـث    | ـثـ    | ثـ      | nur in Lehnwörtern       |
| Dschim       | stimmhaftes dsch                                            | ǧ                        | [⁠dʒ⁠]        | ج        | ـج    | ـجـ    | جـ      |                          |
| Tsche        | stimmloses tsch                                             | č                        | [⁠tʃ⁠]        | چ        | ـچ    | ـچـ    | چـ      | persischer Buchstabe     |
| Dze          | stimmhaftes dz (d)                                          | c                        | [⁠dz⁠] (d)    | ځ        | ـځ    | ـځـ    | ځـ      | paschtunischer Buchstabe |
| Tse          | stimmloses ts (d)                                           | ć                        | [⁠ts⁠] (d)    | څ        | ـڅ    | ـڅـ    | څـ      | paschtunischer Buchstabe |
| He           | h, zwischen h und ch (e)                                    | ḥ                        | [h, ħ] (e)  | ح        | ـح    | ـحـ    | حـ      | nur in Lehnwörtern       |
| Che          | ch wie in Bach                                              | ḫ                        | [⁠x⁠]         | خ        | ـخ    | ـخـ    | خـ      |                          |
| Dāl          | d                                                           | d                        | [⁠d⁠]         | د        | ـد    | -      | -       |                          |
| Ddāl         | retroflexes d                                               | d́                        | [⁠ɖ⁠]         | ډ        | ـډ    | -      | -       | paschtunischer Buchstabe |
| Zāl          | stimmhaftes s                                               | ḏ                        | [⁠z⁠]         | ذ        | ـذ    | -      | -       | nur in Lehnwörtern       |
| Re           | gerolltes r                                                 | r                        | [⁠r⁠]         | ﺭ        | ـﺭ    | -      | -       |                          |
| Rre          | retroflexes gerolltes r                                     | ŕ                        | [⁠ɽ⁠]         | ړ        | ـړ    | -      | -       | paschtunischer Buchstabe |
| Ze           | stimmhaftes s                                               | z                        | [⁠z⁠]         | ﺯ        | ـﺯ    | -      | -       |                          |
| Že           | j wie in Journal                                            | ž                        | [⁠ʒ⁠]         | ژ        | ـژ    | -      | -       | persischer Buchstabe     |
| Zze, Ge      | retroflexes j wie in Journal (d)                            | ẓ̌                        | [⁠ʐ⁠] (d)     | ږ        | ـږ    | -      | -       | paschtunischer Buchstabe |
| Sin          | stimmloses s                                                | s                        | [⁠s⁠]         | ﺱ        | ـس    | ـسـ    | سـ      |                          |
| Schin        | sch                                                         | š                        | [⁠ʃ⁠]         | ﺵ        | ـش    | ـشـ    | شـ      |                          |
| Ssin, Xin    | retroflexes sch (d)                                         | ś                        | [⁠ʂ⁠] (d)     | ښ        | ـښ    | ـښـ    | ښـ      | paschtunischer Buchstabe |
| Swād         | stimmloses s                                                | ṣ                        | [⁠s⁠]         | ص        | ـص    | ـصـ    | صـ      | nur in Lehnwörtern       |
| Zwād         | stimmhaftes s                                               | ḍ                        | [⁠z⁠]         | ﺽ        | ـض    | ـضـ    | ضـ      | nur in Lehnwörtern       |
| Twe          | t                                                           | ṭ                        | [⁠t⁠]         | ﻁ        | ـﻁ    | ـﻁـ    | ﻁـ      | nur in Lehnwörtern       |
| Zwe          | stimmhaftes s                                               | ẓ                        | [⁠z⁠]         | ﻅ        | ـظ    | ـظـ    | ظـ      | nur in Lehnwörtern       |
| Ayn          | Knacklaut vor Vokalen, Stimmhafter pharyngaler Frikativ (e) | ʿ                        | [ʔ, ʕ] (e)  | ﻉ        | ـع    | ـعـ    | عـ      | nur in Lehnwörtern       |
| Ghain        | ähnlich dem dt. Gaumen-r                                    | ġ                        | [⁠ɣ⁠]         | غ        | ـغ    | ـغـ    | غـ      |                          |
| Fe           | p, f (e)                                                    | f                        | [p, f] (e)  | ف        | ـف    | ـفـ    | فـ      | nur in Lehnwörtern       |
| Qaf          | k, harter Kehllaut (e)                                      | q                        | [k, q] (e)  | ق        | ـق    | ـقـ    | قـ      | nur in Lehnwörtern       |
| Kaf          | k                                                           | k                        | [⁠k⁠]         | ک        | ـک    | ـكـ    | كـ      | persische Schreibweise   |
| Gāf          | g                                                           | g                        | [⁠g⁠]         | ګ        | ـګ    | ـګـ    | ګـ      | persischer Buchstabe     |
| Lām          | l                                                           | l                        | [⁠l⁠]         | ل        | ـل    | ـلـ    | لـ      |                          |
| Mim          | m                                                           | m                        | [⁠m⁠]         | م        | ـم    | ـمـ    | مـ      |                          |
| Nun          | n                                                           | n                        | [⁠n⁠]         | ن        | ـن    | ـنـ    | نـ      |                          |
| Nur          | retroflexes n                                               | ṇ                        | [⁠ɳ⁠]         | ڼ        | ـڼ    | ـڼـ    | ڼـ      | paschtunischer Buchstabe |
| Wāw          | englisches w, u, o                                          | w                        | [w, u, o]   | و        | ـو    | -      | -       |                          |
| He           | h, a                                                        | h                        | [h, -a]     | ه        | ـه    | ـهـ    | هـ      |                          |
| Je           | j, -ai                                                      | y                        | [j, -ay]    | ى        | ـى    | ـيـ    | يـ      |                          |
| Sachta Je    | langes i                                                    | ī                        | [⁠i⁠]         | ي        | ـي    | ـيـ    | يـ      |                          |
| Pasta Je     | langes e                                                    | ē                        | [⁠e⁠]         | ې        | ـې    | ـېـ    | ېـ      |                          |
| Schadzina Je | ei                                                          | ey                       | [-əy]       | ۍ        | ـۍ    | -      | -       |                          |
| Fe'li Je     | ei                                                          | ey                       | [-əy]       | ٸ        | ـٸ    | -      | -       |                          |

### Aussprache der Buchstaben
Für manche Buchstaben ist die Aussprache von der Stellung und der Verbindung mit anderen Buchstaben abhängig, z. B. gilt dies für و (Wāw) oder ا (Alif). Andere Buchstaben, z. B. das ب (Be), werden unabhängig ihrer Stellung immer gleich ausgesprochen.
Kurze Vokale (a, i, u, ə) werden innerhalb eines Wortes nicht ausgeschrieben bis auf ـه (a, ə) am Ende des Wortes (siehe Vokalisierung). Manche arabische Buchstaben, wie das ط (Ṭā), haben in der arabischen Sprache ihr eigenes Phonem, im Paschtunischen hingegen haben diese Buchstaben aus arabischen Lehnwörter einen identischen Laut mit anderen Buchstaben (z. B. wird ت wie ط ausgesprochen). Auch die Rechtschreibung (Orthographie) hat sich in einigen Fällen geändert, z. B. ist sowohl کندهار (Kandāhar) als auch قندهار (Qandāhar) „Kandahar“ zu finden oder وقت und وخت (waxt) „Zeit“.
ا (Alif) ist in der Mitte und am Ende eines Wortes ein langes a. Wenn Alif am Anfang des Wortes ein langes a darstellen soll, wird ein Madda über Alif gesetzt آ. Um die Vokale und Diphthonge am Anfang eines Wortes darzustellen, wird Alif alleine (a, u, i) oder in Verbindung mit anderen Vokalzeichen (ay oder langes i, e, langes o bzw. u oder au) gebracht.
| Alif ا                   |                           |             |
| Buchstabe                | Wortbeispiel (Afghanisch) | Übersetzung |
| اـ oder ـا (ā- oder -ā-) | بابا (bābā)               | Väterchen   |
| اـ oder ـا (ā- oder -ā-) | باب (bāb)                 | Kapitel     |
| آ (ā)                    | آبتاب (ābtāb)             | Glanz       |
| اـ (a, u oder i)         | ارت (art)                 | breit       |
| اـ (a, u oder i)         | اردو (urdu)               | Armee       |
| اـ (a, u oder i)         | انګلستان (inglistān)      | England     |
| اوـ (u, o oder au)       | اوچت (učat)               | hoch        |
| اوـ (u, o oder au)       | اوبه (obә)                | Wasser      |
| اوـ (u, o oder au)       | او (au)                   | und         |
| ایـ (ay oder i)          | ایران (irān)              | Iran        |
| ایـ (ay oder i)          | ایوان (aywān)             | Vorbau      |
| اېـ (e)                  | اېلکترونیک (elektronik)   | Elektronik  |

Der Buchstabe ب (Be) ist wie das deutsche B im Baum oder Blatt, پ (Pe) wie das deutsche P in Platin und ف (Fe) wie das deutsche F, z. B. in Feder. Umgangssprachlich wird ف (Fe) gelegentlich auch wie ein پ (Pe) ausgesprochen.
| ب (Be), پ (Pe) und ف (Fe) |                           |              |
| Buchstabe                 | Wortbeispiel (Afghanisch) | Übersetzung  |
| ب (Be)                    | بابا (bābā)               | Väterchen    |
| ب (Be)                    | باب (bāb)                 | Kapitel      |
| پ (Pe)                    | پت (pat)                  | Ehre         |
| ف (Fe)                    | فرار (firār)              | Flucht       |
| ف (Fe)                    | دفاع (difā')              | Verteidigung |

Die Buchstaben ت (Te) und ط (Tā) sind phonetisch identisch und werden wie das deutsche T, z. B. in Training oder glatt, ausgesprochen. Der Buchstabe د (Dāl) entspricht einem stimmhaften deutschen D, z. B. in Dach oder Dauer.
| ت (Te), ط (Tā) und د (Dāl) |                           |               |
| Buchstabe                  | Wortbeispiel (Afghanisch) | Übersetzung   |
| ت (Te)                     | بت (but)                  | Idol          |
| ت (Te)                     | ثبت (sabt)                | Registrierung |
| ط (Tā)                     | طالب (talib)              | Koranschüler  |
| ط (Tā)                     | طب (tibb)                 | Medizin       |
| ط (Tā)                     | خطر (xatar)               | Gefahr        |
| د (Dāl)                    | دد (dad)                  | (wildes) Tier |
| د (Dāl)                    | بد (bad)                  | schlecht      |
| د (Dāl)                    | تجدد (tajaddud)           | Erneuerung    |

Die Buchstaben ث (Se), س (Sin) und ص (Sād) sind phonetisch identisch und werden wie das deutsche stimmlose S, beispielsweise in Smog, ausgesprochen.
| ث (Se) und س (Sin) ص (Sād) |                           |             |
| Buchstabe                  | Wortbeispiel (Afghanisch) | Übersetzung |
| ث (Se)                     | ثابت (sābit)              | stabil      |
| ث (Se)                     | ثلث (sols)                | Drittel     |
| س (Sin)                    | درس (dars)                | Lektion     |
| ص (Sād)                    | صبر (sabr)                | Geduld      |
| ص (Sād)                    | شخص (šaxs)                | Person      |

Der Buchstabe ج (Dschim) wird wie Dsch in Dschungel, چ (Tsche) wie Tsch/Tch in Gärtchen, ځ (Dze) wie stimmhaftes dz/ds (siehe d͡z), څ (Ce) wie das deutsche Z in Zunge, ح (He) wie das deutsche H in Haus und خ (Xe) wie das deutsche Ch in lachen oder krachen ausgesprochen. Für ځ (Dze) findet man in älteren Literaturen auch څ oder ein ‌‌‌ج mit einem Punkt in der Mitte über die senkrechte Linie.
| ج (Dschim), چ (Tsche), ځ (Dze), څ (Ce), ح (He) und خ (Xe) |                           |                        |
| Buchstabe                                                 | Wortbeispiel (Afghanisch) | Übersetzung            |
| ج (Dschim)                                                | جارو (jārú)               | Besen, Staubsauger     |
| ج (Dschim)                                                | حج (hajj)                 | Pilgerfahrt nach Mekka |
| چ (Tsche)                                                 | پاچا (pāčā)               | König, Herrscher       |
| چ (Tsche)                                                 | چاپ (cāp)                 | (Buch-)Druck           |
| ځ (Dze)                                                   | ځبځب (dzabdzáb)           | zerkleinert            |
| ځ (Dze)                                                   | ځای(dzay)                 | Platz, Ort             |
| څ (Ce)                                                    | څا (cā)                   | Brunnen                |
| ح (He)                                                    | حجت (hujjat)              | Dokument               |
| خ (Xe)                                                    | تاخت (tāxt)               | Galopp                 |
| خ (Xe)                                                    | تخت (taxt)                | Thron                  |

Die Buchstaben ذ (Zāl), ز (Ze), ظ (Zā) und ض (Zād) sind phonetisch identisch und werden wie das stimmhafte deutsche S ausgesprochen, z. B. in Segen oder Rasen.
| ذ (Zāl), ز (Ze), ظ (Zā) und ض (Zād) |                           |                    |
| Buchstabe                           | Wortbeispiel (Afghanisch) | Übersetzung        |
| ذ (Zāl)                             | ذات (zāt)                 | Wesen              |
| ذ (Zāl)                             | ذبح (zabh)                | Schlachtopfer      |
| ز (Ze)                              | راز (rāz)                 | Art                |
| ز (Ze)                              | باز (bāz)                 | Falke              |
| ظ (Zā)                              | حظ (hazz)                 | Genuss             |
| ظ (Zā)                              | ظرف (zarf)                | Behälter, Geschirr |
| ض (Zād)                             | رضا (rizā)                | Einwilligung       |
| ض (Zād)                             | حاضر (hāzir)              | anwesend           |

Der Buchstabe ر (Re) ist das deutsche Zungen-R, wie es z. B. in der Schweiz oder in Bayern üblich ist, z. B. in mir oder Rasen, dagegen wird das غ (Ghayn) wie das hochdeutsche Gaumen-R ausgesprochen, z. B. in Rasen oder reich.
| ر (Re) und غ (Ghayn) |                           |             |
| Buchstabe            | Wortbeispiel (Afghanisch) | Übersetzung |
| ر (Re)               | جار (jār)                 | Opfer       |
| ر (Re)               | چتر (čatr)                | Schirm      |
| غ (Ghayn)            | غرض (gharaz)              | Absicht     |
| غ (Ghayn)            | جغ (jugh)                 | Joch        |

Der Buchstabe ش (Schin) ist wie das deutsche stimmlose Sch, wie z. B. in schreiben oder Fisch. Der Buchstabe ژ (Že) wie das stimmhafte Sch, z. B. in Genie oder im englischen Wort pleasure.
| ش (Schin) und ژ (Že) |                           |             |
| Buchstabe            | Wortbeispiel (Afghanisch) | Übersetzung |
| ش (Schin)            | زشت (zišt)                | hässlich    |
| ش (Schin)            | تشبث (tašabbus)           | Initiative  |
| ژ (Že)               | ژر (žәr)                  | schnell     |
| ژ (Že)               | ژوبڼ (žobáṇ)              | Zoo         |

Der Buchstabe ع (Ayn) ist ein Knacklaut in der Kehle. Dieser Buchstabe wird auch in deutschen Aussprachen verwendet, es gibt jedoch keinen deutschen Buchstaben dafür. Wörter wie z. B. das be-achten haben zwischen be- und -achten oder auch acht am Anfang einen Knacklaut (siehe stimmlosen glottalen Plosiv). Wörter arabischen Ursprungs haben in der Mittelstellung häufig auch ein Hamza (همزه) ء und werden wie ع ausgesprochen, z. B. أ oder ؤ.
| ع (Ayn) und ء (Hamza) |                           |              |
| Buchstabe             | Wortbeispiel (Afghanisch) | Übersetzung  |
| ع (Ayn)               | ربع (rub')                | Viertel      |
| ع (Ayn)               | عبارت ('ibārat)           | Redewendung  |
| ء (Hamza)             | مؤلف (mu'allif)           | Verfasser    |
| ء (Hamza)             | تائید (ta'jid)            | Bekräftigung |

Der Buchstabe ک bzw. ﻙ (Kāf) entspricht dem deutschen K in Köder oder Haken, ق (Qāf) entspricht dem Buchstaben Q, also ein K, das mit der Kehle ausgesprochen wird, z. B. das englische Wort cut oder quran und ګ bzw. گ (Gāf) entspricht dem deutschen G, z. B. in Galle oder legen.
| ک bzw. ﻙ (Kāf), ق (Qāf) und ګ bzw. گ (Gāf) |                           |             |
| Buchstabe                                  | Wortbeispiel (Afghanisch) | Übersetzung |
| ک bzw. ﻙ (Kāf)                             | کشر (kәšr)                | jünger      |
| ک bzw. ﻙ (Kāf)                             | پاک (pāk)                 | rein        |
| ق (Qāf)                                    | قطع (qat')                | Abschneiden |
| ق (Qāf)                                    | قرار (qarār)              | Festlegung  |
| ګ bzw. گ (Gāf)                             | ګدا (gadā)                | Bettler     |
| ګ bzw. گ (Gāf)                             | ګردش (gardiš)             | Spaziergang |

Der Buchstabe ل (Lām) entspricht dem deutschen L z. B. in Leben, م (Mim) dem deutschen M in morgen und ن (Nun) dem Deutschen N z. B. in Nebel.
| ل (Lām), م (Mim) und ن (Nun) |                           |                |
| Buchstabe                    | Wortbeispiel (Afghanisch) | Übersetzung    |
| ل (Lām)                      | لندن (landan)             | London (Stadt) |
| ل (Lām)                      | بلخ (balx)                | Balch (Stadt)  |
| م (Mim)                      | معلم (mu'allim)           | Lehrer         |
| م (Mim)                      | ظلم (zulm)                | Unterdrückung  |
| ن (Nun)                      | مانع (māni')              | störend        |
| ن (Nun)                      | نادان (nādān)             | unwissend      |

Der Buchstabe و (Wāw) hat je nach Stellungen und Kombinationen mit anderen Buchstaben verschiedene Aussprachen (w, o und u). In der Anfangsstellung ist es ein deutsches W, z. B. wie in Wolke, in der Mittel- und Endstellung ein deutsches O oder U z. B. wie Kolben oder Ruf. Steht اوـ am Satzanfang, dann ist es ein o, u oder au (siehe oben ا (Alif)). Ein W in Wortmitte oder -ende kann durch Verbindung mit anderen Vokalen gebildet werden und hängt auch von der Wortstruktur ab, z. B. وا (wā), وېـ (we), ويـ (wi) und وو (wu).
| و (Wāw)   |                           |             |
| Buchstabe | Wortbeispiel (Afghanisch) | Übersetzung |
| و (Wāw)   | ور (war)                  | Tür         |
| و (Wāw)   | لاجورد (lājward)          | Lasurstein  |
| و (Wāw)   | لو (lau)                  | Ernte       |
| و (Wāw)   | موج (mauj)                | Woge        |
| و (Wāw)   | روغتون (roghtún)          | Krankenhaus |

Der Buchstabe ه (He) hat ebenfalls wie و (Wāw) verschiedene Funktionen. Es entspricht phonetisch dem ح (He) (im Arabischen wird ح von ه phonetisch unterschieden), also dem deutschen H, z. B. in Heinrich. Am Wortende, wenn ه (He) nicht verbunden ist, wird es ebenfalls wie ein deutsches H ausgesprochen, z. B. شاه (šāh). Die Endstellung ـه hingegen wird als kurzes a oder ә verwendet. Weibliche Wörter und arabische Lehnwörter haben häufig diese Endung.
Gelegentlich findet man statt des üblichen Naschī-Stils den Nastaliq-Stil für das ه (He) z. B. die Endstellung ـہ.
| ه (He)    |                           |               |
| Buchstabe | Wortbeispiel (Afghanisch) | Übersetzung   |
| ه (He)    | مهندس (muhandis)          | Ingenieur     |
| ه (He)    | بهشت (bihišt)             | Paradies      |
| ه (He)    | هرات (herāt)              | Herat (Stadt) |
| ه (He)    | خوله (xula)               | Mund          |
| ه (He)    | راخاته (rāxātә́)           | Sonnenaufgang |

Die verschiedenen Ye's haben unterschiedlichen Funktionen. Der Buchstabe ي (harte Ye, sakhta Ye,سخته يې) wird in der Anfangsstellung يـ wie das deutsche J oder Y ausgesprochen, z. B. in Jahr oder Yacht. Zudem kann es in der Endstellung ein I darstellen. Das ی (Nārina Ye, männliches Ye, نارينه يې) stellt in der Endstellung als ـی den Diphthong -ay, ähnlich wie das englische AY ausgesprochen, z. B. wie in lay oder way, dar. Diese Endung stellt bei Substantiven und Adjektiven das männliche Genus dar und wird daher als männliches Ye bezeichnet.
Der Buchstabe ې (das weiche Ye, pasta Ye, پسته يې) entspricht in der Mittel- und Endstellung dem deutschen langen E, z. B. in Regen. Mit Alif اېـ kann es in der ersten Silbe eines Wortes ein E darstellen. Diese Regeln sind aber nicht obligatorisch, so findet man z. B. für in... unterschiedliche Rechtschreibungen vor په ...کی, ‍ به ...کې und په ...کي, aber alle drei Formen haben die gleiche Bedeutung. Dies mag zum einen an einer fehlenden eindeutigen Übereinkunft der Rechtschreibung liegen zum anderen an der individuellen Schreibweise des Autors sowie des Dialekts. Ein weiteres Beispiel ist das Wort ḍer viel ډېر (mit weichem Ye) und ډير (mit hartem Ye).
Für die weibliche Endung wird das weibliche Ye ۍ (-әy) (weibliches Ye, schadzina Ye,ښځينه یې) verwendet, die als Endung bei weiblichen Wörtern vorkommt. Anstatt des weiblichen Ye ۍ werden Verben mit der Personalendung in der zweiten Person Plural durch ein Ye mit Hamza, das ئ (-әy) (کړواله يې bzw. فعلیه یې, das verbale Ye), dargestellt.
| ی (Ye), ي (hartes Ye), ې (weiches Ye), ۍ (weibliches Ye) und ئ (verbales Ye) |                           |                    |
| Buchstabe                                                                    | Wortbeispiel (Afghanisch) | Übersetzung        |
| ی (Ye) oder ي (hartes Ye)                                                    | چای (čāy)                 | Besen, Staubsauger |
| ی (Ye) oder ي (hartes Ye)                                                    | غزني (ghazni)             | Ghazni (Stadt)     |
| ی (Ye) oder ي (hartes Ye)                                                    | پيغام (payghām)           | Botschaft          |
| ی (Ye) oder ي (hartes Ye)                                                    | تغییر (taghyir)           | Veränderung        |
| ی (Ye) oder ي (hartes Ye)                                                    | یا (ya)                   | oder               |
| ې (weiches Ye)                                                               | دې (de)                   | (von) diesem       |
| ې (weiches Ye)                                                               | بې ترتیب (be-tartib)      | unordentlich       |
| ې (weiches Ye)                                                               | دېرش (derš)               | dreißig            |
| ۍ (weibliches Ye)                                                            | سپۍ (spәy)                | Hündin             |
| ۍ (weibliches Ye)                                                            | نجلۍ (njәlә́y)             | Mädchen            |
| ۍ (weibliches Ye)                                                            | څوکۍ (cokә́y)              | Stuhl              |
| ئ (verbales Ye)                                                              | دئ (dәy)                  | (er) ist           |
| ئ (verbales Ye)                                                              | ئئ (yәy)                  | (ihr) seid         |

Es gibt sechs retroflexe Laute, die vor dem Aussprechen durch Zurückziehen der Zunge an den Gaumen gebildet werden. Die retroflexen Buchstaben ټ (Tte), ډ (Ddāl) und ړ (Rre) entsprechen den englischen Konsonanten und werden dementsprechend häufig für englische Fachbegriffe verwendet. Beispiele sind z. B. time, dine und red. Der retroflexe Buchstabe ڼ (Nur bzw. Nnun) ist leicht nasaliert und kommt nicht am Wortanfang vor. Im Ostdialekt wird man gelegentlich für den Buchstaben ڼ (Nur bzw. Nnun) auch den Ausdruck نړ (Nur) finden. Die Besonderheit der Südwestgruppe (Kandahari-Dialekt) ist, dass die retroflexen Buchstaben ږ (Zze) und ښ (Ssin) ihren Ursprung dort haben und dort auch retroflex ausgesprochen werden. Dies verleiht der Südwestgruppe einen weicheren und sanfteren Charakter, wohingegen die Nordostgruppe ښ als خ und ږ als ګ ausspricht und somit einen harschen sowie rauen Charakter erhält.
| ټ (Tte), ډ (Ddāl), ړ (Rre), ڼ (Nur), ږ (Zze) und ښ (Ssin) |                           |                    |
| Buchstabe                                                 | Wortbeispiel (Afghanisch) | Übersetzung        |
| ټ (Tte)                                                   | ټيکټ (ṭikaṭ)              | Ticket, Fahrschein |
| ټ (Tte)                                                   | سټشن (sṭešn)              | Bahnhof, Station   |
| ډ (Ddāl)                                                  | ډاکټر (ḍākṭár)            | Doktor             |
| ډ (Ddāl)                                                  | ډوډۍ (ḍoḍәy)              | Brot               |
| ړ (Rre)                                                   | لمړی (lumṛay)             | erster             |
| ړ (Rre)                                                   | زړه (zṛә)                 | Herz               |
| ڼ (Nur)                                                   | مشواڼي (mәšwāṇә́y)         | Tintenfaß          |
| ڼ (Nur)                                                   | مڼه (maṇá)                | Apfel              |
| ږ (Zze)                                                   | خوږ (xoẓ̌)                 | süß                |
| ږ (Zze)                                                   | لږ (lәẓ̌)                  | ein wenig          |
| ښ (Ssin)                                                  | څښل (cṣ̌el)                | trinken            |
| ښ (Ssin)                                                  | غاښ (ghāṣ̌)                | Zahn               |

Es gilt einige Besonderheiten zu beachten: Die Kombination نب (nb) wird als mb ausgesprochen, z. B. تنبل (tambal) faul; träge. Bei Wörtern mit arabischem Ursprung wird das ی in der Endstellung als ā ausgesprochen (siehe Alif maqsūra ی).
| ی als ā in arabischen Lehnwörter |                |
| Wortbeispiel (Afghanisch)        | Übersetzung    |
| حتی (hattā)                      | sogar          |
| شوری (auch شورا) (šurā)          | Rat, Parlament |
| يحيی (yahyā)                     | Yahya (Name)   |

### Typographie
Das persische Gaf zur Schreibung des g-Lautes wird üblicherweise in einer dem Paschtunischen eigenen Variante ګ verwendet, gelegentlich wird aber die ursprüngliche persische Form گ beibehalten. Für das Kaf wird statt der persischen Schreibweise ک oft auch das arabische Zeichen ك verwendet. Die Buchstaben Lam ل und Alif ا werden üblicherweise zur auch im Persischen und Arabischen existierenden Ligatur لا verbunden. Ein auf ein Lam folgendes Mim م wird außerdem durch eine speziell paschtunische Ligatur dargestellt. Die übrigen Ligaturen der arabischen oder persischen Schrift werden jedoch nicht verwendet. Dies verursacht oft Probleme bei der Verwendung von Computerschriften, da diese meist von Nicht-Paschtu-Sprechern auf der Basis von arabischen und persischen Schriften entwickelt werden und persisch-arabische Ligaturen automatisch einfügen.

### Vokalisation

Die vier paschtunischen Vokalisierungszeichen von rechts nach links: Fatha, Kasra, Damma und Zwarakay

Zur Anzeige von kurzen Vokalen wurde das diakritische System, das im Arabischen im Koran sowie gelegentlich in anderen Zusammenhängen wie in Lehrbüchern und zur Schreibung von Lehnwörtern zur Anwendung kommt, übernommen und um ein viertes Vokalzeichen erweitert. Das sogenannte Zwarakay ist ein waagrechter Strich über dem Buchstaben und kennzeichnet ein kurzes e, das sogenannte Schwa [⁠ə⁠]. Die Vokalisierungszeichen werden allerdings im Paschtunischen noch seltener als im Arabischen verwendet.
Außerdem werden die ursprünglich Konsonanten repräsentierenden Buchstaben Alif, Wāw und Je sowie das unbehauchte He auch zur Schreibung von Vokallauten verwendet. Afghanische Sprachwissenschaftler bezeichnen sie daher als Hilfsbuchstaben (امدادي حروف, imdādi huruf). Angelehnt an die arabische Orthographie repräsentieren Alif, Wāw und Je lange Vokale und Diphthonge, während das He zur Schreibung von kurzen Vokalauslauten verwendet wird, die nicht durch diakritische Zeichen gekennzeichnet werden können. Diese unterschiedliche Schreibung von Kurz- und Langvokalen wird anders als im Arabischen nicht immer einheitlich angewendet. So werden auch kurz ausgesprochene Vokale zunehmend mit Hilfe der Buchstaben Wāw und Je geschrieben.
Im Gegensatz zum Wāw und Je ist die Konsonantenfunktion des Alif nur im Schriftbild erkennbar: Ein einfaches Alif am Wortanfang dient als Trägerzeichen ohne eigenen Lautwert für drei der – praktisch nie ausgeschriebenen – Vokalisierungszeichen; das Zwarakay kommt am Wortanfang nicht vor. Außerdem steht es am Wortbeginn als Dummybuchstabe dem Wāw und Je voran, wenn diese lange Vokale repräsentieren. Dieses stumme Alif ist lediglich eine aus dem Arabischen übernommene orthographische Konvention, da der dem Alif im Arabischen und Persischen zugeordnete konsonantische Lautwert des Glottisschlags im Paschtunischen nicht existiert. Ist das Alif am Wortanfang nicht stumm, sondern repräsentiert den langen Vokal ā, so wird es durch ein aufgesetztes Madda gekennzeichnet. Das Alif Madda wird wie im Arabischen als Ligatur aus zwei aufeinanderfolgenden Alifs erklärt.

### Die Varianten des Je

Die fünf Formen des Je von rechts nach links: Persisches Je, Arabisches Je, Madschhula Je, Schadzina Je, Fe'li Je

Das paschtunische Alphabet enthält insgesamt fünf Buchstaben, die auf der Form des arabischen Je aufbauen und mit Ausnahme des j-Lautes im Allgemeinen Vokale repräsentieren. Die Vokalintonation im Paschtunischen ist allerdings sehr dialektabhängig, so dass die angegebenen Lautwerte nur Annäherungen an die tatsächliche Aussprache darstellen.
Mit dem persischen Alphabet wurde auch die persische Variante des Je ohne die beiden diakritischen Punkte in der Finalstellung übernommen. Die ursprüngliche arabische Form wird ebenfalls verwendet und oft als Sachta Je (سخته يې – „hartes Je“) bezeichnet. Dabei übernimmt das einfache persische Je meist eine Konsonantenfunktion mit dem Lautwert [j], während das arabische Je den langen Vokal [i] repräsentiert. Diese Abgrenzung ist jedoch keineswegs einheitlich, oft werden die beiden Formen austauschbar verwendet. In der Initial- und Medialform sind sie ohnehin ununterscheidbar.
Drei eigene paschtunische Varianten wurden geschaffen, um die Schreibung der für die paschtunische Grammatik wichtigen Endungen -[e] und -[əy] zu ermöglichen. Das lange [e] wird durch ein Je mit zwei übereinander- statt nebeneinandergesetzten diakritischen Punkten repräsentiert. Dieser Buchstabe wird meist Madschhula Je (مجهوله يې – „unbekanntes Je“) genannt, da er in anderen arabisch-basierten Schriften nicht vorkommt. Daneben wird auch der Begriff Pasta Je (پسته يې – „weiches Je“) verwendet, um es von dem das lange i repräsentierenden Sachta Je zu unterscheiden. Die beiden übrigen Formen übernehmen sehr spezielle Funktionen: Ein Je mit einem zusätzlichen nach unten gerichteten Strich wird benutzt, um die Endung [-əy] bestimmter femininer Nomen zu schreiben. Dieser Buchstabe wird daher Ṣchadzina Je (ښځينه يې – „feminines Je“) genannt. Für die ähnlich ausgesprochene Endung von Verben in der 2. Person Plural wird dagegen für beide Genera ein Je mit aufgesetztem Hamza-Zeichen verwendet, das sogenannte Fe'li Je (فعلي يې – „verbales Je“).
Durch die Hinzufügung der verschiedenen Je-Varianten gibt es in der paschtunischen Schrift deutlich mehr Möglichkeiten zur Ausschreibung von Vokalen als im Arabischen oder Persischen. Dies wird verstärkt durch die Tendenz, das Wāw und das Sachta Je entgegen der traditionellen Orthographie auch zur Schreibung von kurzen Vokalen zu verwenden.

### Abweichende Schreibweisen der Vokalauslaute
In Pakistan, besonders in der Region Peschawar, gibt es gelegentlich Abweichungen in der Schreibung einiger Finalvokale. Diese Schreibungen werden daher manchmal als Peschawar-Orthographie bezeichnet. Zur Schreibung des langen e wird dabei an Stelle des Pasta Je das dem Urdu-Alphabet entlehnte Bari Je (ے) verwendet. Außerdem wird das unbehauchte He in Fällen, in denen es anstelle des Konsonanten h einen kurzen Vokalauslaut repräsentiert, durch ein aufgesetztes Hamza-Zeichen (ۀ) gekennzeichnet. Seltener werden auch Ṣchadzina Je und Fe'li Je durch ein Bari Je mit aufgesetztem Hamza (ۓ) ersetzt.

### Geliehene und elegante Phoneme
Zehn der 44 Buchstaben repräsentieren dem Paschtunischen fremde Laute und erscheinen ausschließlich in arabischen oder persischen Lehnwörtern. Sie werden daher arabische Buchstaben (عربی حروف, arabi huruf) oder geliehene Laute genannt, die übrigen 34 Schriftzeichen dagegen als Basislaute (اصلي آوازونه, asli āwāzuna) oder wahre Buchstaben (صحیح حروف, sahih huruf) bezeichnet. Viele gebildete Paschtunen versuchen, drei der geliehenen Buchstaben – Ḥe ح, Fe ف und Qaf ق – entsprechend ihrem ursprünglichen Lautwert im Arabischen auszusprechen. Von den meisten Sprechern wird ihr Lautwert aber einfach durch vertraute paschtunische Phoneme substituiert. Diese drei Laute werden daher auch als elegante Phoneme bezeichnet. Die verbleibenden sieben geliehenen Schriftzeichen sind lediglich Allographen und repräsentieren im Paschtunischen keine zusätzlichen Phoneme. Ihre Aussprache erfolgt mit der nächsten paschtunischen Entsprechung des ursprünglichen arabischen Lautwertes. Dies führt zu einer Überrepräsentativität der paschtunischen Schrift. So gibt es je nach Dialekt vier bis sechs Buchstaben mit dem Lautwert [s] und drei oder vier Buchstaben mit dem Lautwert [z].
Der Sprachwissenschaftler Herbert Penzl bezeichnete die gehobene Aussprache der eleganten Phoneme als Hyperurbanismus, als buchstabengetreue Aussprache, die vor dem Hintergrund der niedrigen Alphabetisierung der paschtunischsprachigen Gebiete lediglich die eigene Beherrschung der Schriftsprache hervorheben soll.

### Häufigkeit der Buchstaben

Relative Häufigkeit der Buchstaben

Im Jahr 2007 wurde unter Federführung des afghanischen Kommunikationsministeriums erstmals eine Häufigkeitsanalyse der Buchstaben des paschtunischen Alphabets durchgeführt. Die Genauigkeit der Ergebnisse wurde allerdings beschränkt durch die uneinheitlichen Schreibweisen einzelner Buchstaben sowie den begrenzten und unausgewogenen zur Verfügung stehenden Textkorpus. Der am meisten verwendete Buchstabe des paschtunischen Alphabets ist demnach mit einer relativen Häufigkeit von etwa 12 % das Wāw, gefolgt vom Alif mit etwa 10 %, dem unbehauchte He mit 8,5 % und der arabischen Form des Je mit knapp 8 % relativer Häufigkeit. Fasst man allerdings alle fünf Varianten des Je zusammen, so stellt dieses mit 16,5 % das am häufigsten benutzte Schriftzeichen dar. Mit gut 1 % relativer Häufigkeit ist der meistverwendete rein paschtunische Buchstabe das retroflexe Rre.

## Die Kontroverse um den Ursprung der modernen Orthographie
Die Aussprache des Paschtu ist regional sowie stammesabhängig sehr differenziert, eine Standardvarietät existiert nicht. Doch trotz der Vielfalt sehr unterschiedlicher, bislang nicht vollständig erforschter Dialekte gibt es eine weitgehend einheitliche Orthographie, die das Phoneminventar in der Region Kandahar nachvollzieht:

“The standard Pashto orthography follows the phonemic distinctions as found in the Kandahar dialect. Even the speakers of dialects where the number [of] phonemes differs from the Kandahar dialect use this standard orthography when they write. Even in their dialect, e.g., as in Peshawar, zz has coalesced with g, ss with kh, dz with z, ts with s, they accept the Kandahar orthography as standard and try to make its phonemic distinctions in writing.”

„Die Standardorthographie des Paschtunischen folgt den phonemischen Differenzierungen, wie sie im Dialekt Kandahars vorkommen. Sogar Sprecher von Dialekten, deren Phonemzahl vom Kandahardialekt abweicht, verwenden beim Schreiben diese Standardorthographie. Selbst wenn in ihrem Dialekt, wie beispielsweise in dem Peschawars, zz und g, ss und kh, dz and z sowie ts und s zusammengefallen sind, erkennen sie die Kandahar-Orthographie als Standard an und versuchen beim Schreiben deren Lautabgrenzungen nachzuvollziehen.“

Eine solche Standardorthographie wird dadurch ermöglicht, dass sich die paschtunischen Dialekte kaum morphologisch, sondern lediglich phonetisch unterscheiden. Daher werden die verschiedenen Varietäten zumeist anhand der Aussprache der einzelnen Buchstaben klassifiziert. Umgekehrt wurde versucht, mittels Abgleich der Orthographie mit den verschiedenen Dialekten auf die Entstehungsgeschichte der paschtunischen Schrift zu schließen. Eine herausgehobene Rolle spielen dabei die vier Konsonanten Tse څ, Dze ځ, Ssin ښ und Zze ږ, deren regionale Lautverschiebung besonders ausgeprägt ist. Die dargestellte Einteilung der Aussprachen in vier grundlegende Dialekte folgt dem Iranisten David Neil MacKenzie und wurde auch von Michael M. T. Henderson und Oktor Skjærvøund vertreten.
| Buchstabe | Aussprache             | Aussprache          | Aussprache            | Aussprache              |
| --------- | ---------------------- | ------------------- | --------------------- | ----------------------- |
|           | Südwestlich (Kandahar) | Südöstlich (Quetta) | Nordwestlich (Ghazni) | Nordöstlich (Peschawar) |
| څ         | [⁠ts⁠]                   | [⁠ts⁠]                | [⁠s⁠]                   | [⁠s⁠]                     |
| ځ         | [⁠dz⁠]                   | [⁠dz⁠]                | [⁠z⁠]                   | [⁠z⁠]                     |
| ښ         | [⁠ʂ⁠]                    | [⁠ʃ⁠]                 | [⁠ç⁠]                   | [⁠x⁠]                     |
| ږ         | [⁠ʐ⁠]                    | [⁠ʒ⁠]                 | [⁠j⁠]                   | [⁠g⁠]                     |

Die Verbreitung der paschtunischen Dialekte nach Henderson

Die unterschiedlichen Aussprachen des Ssin ښ sind neben dem Fehlen eines standardisierten Transliterationssystems der Grund für die Vielfalt lateinischer Umschriften für das Wort Paschtu (پښتو): Die Kandaharis sprechen [pəʂto], die Einwohner von Quetta unterhalten sich auf [pəʃto], die im Nordwesten des Sprachgebietes lebenden Paschtunen auf [pəçto], während in Peschawar [paxto] gesprochen wird. In nichtwissenschaftlicher Umschrift entsprechen diese Aussprachen so unterschiedlichen Schreibweisen wie Paschto, Pachto, Paxto oder – ans Englische angelehnt – Pukhto.
Anhand der Ausspracheverschiebungen der vier Buchstaben lässt sich die Korrespondenz von Schrift und südwestlichem Dialekt nachvollziehen: Während im Kandahari-Dialekt alle vier Buchstaben Laute repräsentieren, die sowohl dem Arabischen als auch dem Persischen fremd sind, werden die den Zeichen in den nordöstlichen Varietäten zugeordneten Phoneme bereits vollständig durch das persisch-arabische Alphabet abgedeckt. Diese Korrespondenz gilt als wichtigster Hinweis auf einen Ursprung der paschtunischen Schrift in der Region Kandahar.
Der norwegische Linguist Georg Morgenstierne wendete allerdings ein, dass im 16. Jahrhundert die Differenzierung der Laute auch in den nordöstlichen Dialekten vermutlich noch vorhanden gewesen sei. Neil MacKenzie verwies außerdem auf die abweichende Orthographie des ältesten Paschtu-Dokuments von Bāyazid Ansāri, die sich bis Ende des 17. Jahrhunderts auch in anderen paschtunischen Schriften nachweisen lasse, sowie auf eine Schreibung der Vokale in der modernen Orthographie, insbesondere der Finaldiphthonge, die eher mit der nordöstlichen als der südwestlichen Phonetik korrespondiere.
MacKenzie postulierte daher eine bis zum 18. Jahrhundert gesprochene Standardvarietät des Paschtunischen, welche das südwestliche Konsonantensystem mit der Vokalphonetik der nordöstlichen Dialekte verbunden habe. Diese von ihm Standardpaschtu genannte Varietät, aus der sich später die heutigen Dialekte entwickelt haben sollen, vermutet er als Grundlage der paschtunischen Schrift im 17. Jahrhundert. Letztlich konnten Ursprung und Entwicklung der paschtunischen Orthographie jedoch nicht geklärt werden, da historische Quellen in paschtunischer Sprache weder alt genug sind noch in hinreichender Zahl zur Verfügung stehen.

## Weiterführende Literatur
- Herbert Penzl: Orthography and Phonemes in Pashto (Afghan). In: Journal of the American Oriental Society. Vol. 74, No. 2, 1954, ISSN 0003-0279, S. 74–81.
- David Neil MacKenzie: The Development of the Pashto Script. In: Shirin Akiner, Nicholas Sims-Williams (Hrsg.): Languages and Scripts of Central Asia. School of Oriental and African Studies, University of London, London 1997, ISBN 0-7286-0272-5, S. 137–143.